# Athene (gênero)
Athene é um gênero de aves da família Strigidae.
As seguintes espécies são reconhecidas:
- Athene noctua (Scopoli, 1769)
- Athene brama (Temminck, 1821)
- Athene cunicularia (Molina, 1782) (por vezes incluída em Speotyto)
- Athene blewitti (por vezes incluída em Heteroglaux)